# アレッサンドラ・アモローゾ
アレッサンドラ・アモローゾ（Alessandra Amoroso、イタリア語の発音：[alesˈsandra amoˈroːso、-oːzo]、1986年8月12日 - ）は、イタリア共和国レッチェ県ガラティーナ生まれの歌手、シンガーソングライター、プロデューサー、テレビパーソナリティ。
イタリアのタレントショー「アミチ・ディ・マリア・デ・フィリッピ (Amici di Maria De Filippi)」の2009年版の優勝者として有名で、これまでにイタリアで210万枚以上のレコード売上を記録している。

2014年、イタリア女性アーティストとして初めてMTVヨーロッパ・ミュージック・アワードベストヨーロッパアクトを受賞した。

## 経歴
若い頃から、数多くの地元のコンテストに参加し、入賞していた彼女は、2007年6月、フィオーリ・ディ・ペスコのコンテストに参加、Amor mioを歌いグランプリを獲得した。
2008年10月5日、5年前の17歳の時（2003年）に、参加したものの落選したオーディション番組「アミチ・ディ・マリア・デ・フィリッピ(Amicu di Maria di Filippi)」の第8シーズンのオーディションに合格し、アリシア・キーズの「If I Ai n't Got You」を歌った。 ソニー・ミュージックイタリアの会長であるルディ・ゼルビは、SciallaのコンピレーションCDのレコーディングに、3曲のシングル曲を彼女に割り当てて参加させた。 その中で「Find a Way」が4位にチャートインし、「Immobile」がトップになった。 
2009年3月25日、「アミチ・ディ・マリア・デ・フィリッピ」第8シーズンの優勝者として発表され、最優秀賞と賞金20万ユーロを受賞。 同時に批評家賞と5万ユーロ相当の奨学金も受け取った。
2009年3月27日に彼女の最初のシングル、『Stupida』をリリース。イタリア音楽産業連盟（FIMI）のランキングで首位を獲得した。2009年4月10日、最初のEPである『Stupida』をリリース。 
2009年6月20日から2009年9月22日までの夏の間に、イタリア国内の多くのスタジアムや劇場を回る『Stupida』ツアーを開始。メインツアーのステージでは、「アミチ」が主催するツアーに加えて、Radio Norba Battiti LiveやTrl On Tourなどの他のツアーにも参加した。6月21日、ミラノのスタディオ・ジュゼッペ・メアッツァで、ラウラ・パウジーニ主催のコンサート「Amiche per l’Abruzzo」に出演した。 2010年の時点で、『Stupida』はイタリアで200,000部以上を売上げ、ダブルプラチナを獲得した。

## 作品

### アルバム
- 2009 – Senza nuvole (ITA: 4× Platinum, 200,000+)[8][9]
- 2010 – Il mondo in un secondo (ITA: 4× Platinum, 200,000+)[8]
- 2011 – Cinque passi in più (ITA: 3× Platinum, 150,000+)
- 2013 – Amore Puro (ITA: 2× Platinum, 100,000+)
- 2015 – Alessandra Amoroso
- 2016 – Vivere a colori (ITA: 2× Platinum, 150,000+)
- 2018 – 10 (ITA: Platinum, 50,000+)

### EPs
- 2009 – Stupida (ITA: 4× Platinum, 200,000+)[10][8]